# 陶範 (東晉)
陶範（?—?），小字胡奴，晋朝鄱阳郡枭阳县（今江西省都昌县）人，陶侃的儿子。
袁宏写《东征赋》，赞颂东晋南迁原来的名臣。没有提到陶侃。陶範曾经在曲室抽刀问袁宏：“家父功勋这么大，你的赋里为什么忽略他？”袁宏窘急，回答：“我已盛赞尊公，怎么说没有写？”接着说：“精金经过百次冶炼，切割东西就能切断，他的功用是匡济时世，职责是平定祸乱，长沙郡公的功勋，是历史铭刻称赞的。”陶範于是作罢。晋孝武帝太元初年，陶範官至光祿勳。